# Llista de rectors de la Universitat Complutense de Madrid
La Universitat Complutense de Madrid, que fins a 1970 va ser coneguda com a Universitat Central de Madrid, ha tingut al llarg de la història els següents rectors:
| Rector                                       | Inicio | Final |
| -------------------------------------------- | ------ | ----- |
| Carlos Andradas Heranz                       | 2015   |       |
| José Carrillo Menéndez                       | 2011   | 2015  |
| Carlos Berzosa Alonso-Martínez               | 2003   | 2011  |
| Rafael Puyol Antolín                         | 1995   | 2003  |
| Gustavo Villapalos Salas                     | 1987   | 1995  |
| Amador Schüller Pérez                        | 1983   | 1987  |
| Francisco Bustelo García del Real            | 1981   | 1983  |
| Ángel Vian Ortuño                            | 1976   | 1981  |
| Ángel González Álvarez                       | 1973   | 1976  |
| Adolfo Muñoz Alonso                          | 1972   | 1973  |
| José Botella Llusiá                          | 1968   | 1972  |
| Isidoro Martín Martínez                      | 1967   | 1968  |
| Enrique Gutiérrez Ríos                       | 1964   | 1967  |
| Segismundo Royo-Villanova y Fernández-Cavada | 1956   | 1964  |
| Pedro Laín Entralgo                          | 1951   | 1956  |
| Pío Zabala y Lera                            | 1939   | 1951  |
| José Gaos y González de Pola                 | 1936   | 1939  |
| Fernando de los Ríos Urruti                  | 1936   | 1936  |
| León Cardenal Pujals                         | 1934   | 1936  |
| Claudio Sánchez-Albornoz y Menduiña          | 1932   | 1934  |
| José Giral y Pereira                         | 1931   | 1932  |
| Pío Zabala y Lera                            | 1931   | 1931  |
| Blas Cabrera Felipe                          | 1930   | 1931  |
| Elías Tormo Monzó                            | 1929   | 1930  |
| Luis Bermejo Vida                            | 1927   | 1929  |
| José Rodríguez Carracido                     | 1916   | 1927  |
| Rafael Conde y Luque                         | 1903   | 1916  |
| Francisco Fernández y González               | 1895   | 1903  |
| Francisco de Pisa y Pajares                  | 1894   | 1895  |
| Miguel Colmeiro y Penido                     | 1890   | 1894  |
| Francisco de Pisa y Pajares                  | 1885   | 1890  |
| Juan Creus y Manso                           | 1884   | 1885  |
| Francisco de Pisa y Pajares                  | 1881   | 1884  |
| Manuel Rioz y Pedraja                        | 1877   | 1881  |
| Vicente de la Fuente y Condón                | 1875   | 1877  |
| Francisco de Pisa y Pajares                  | 1875   | 1875  |
| Juan Antonio Andonaegui y Aguirre            | 1874   | 1875  |
| José Moreno Nieto                            | 1872   | 1874  |
| Juan Antonio Andonaegui y Aguirre            | 1871   | 1872  |
| Lázaro Bardón Gómez                          | 1870   | 1871  |
| Fernando de Castro y Pajares                 | 1868   | 1870  |
| Diego Bahamonde y Jaime                      | 1866   | 1868  |
| Juan Manuel Montalbán y Hernanz              | 1865   | 1866  |
| Diego Bahamonde y Jaime                      | 1865   | 1865  |
| Juan Manuel Montalbán y Hernanz              | 1862   | 1865  |
| Tomás del Corral y Oña                       | 1854   | 1862  |
| Joaquín Gómez de la Cortina                  | 1851   | 1854  |
| Claudio Moyano Samaniego                     | 1850   | 1851  |
| Nicomedes Pastor Díaz                        | 1846   | 1850  |
| Florencio Rodríguez Vaamonde                 | 1845   | 1846  |
| Fermín Arteaga y Sesta                       | 1845   | 1845  |
| Pedro Sabau y Larroya                        | 1843   | 1845  |
| Eusebio María del Valle                      | 1842   | 1843  |
| Joaquín Gómez de la Cortina                  | 1841   | 1842  |
| Pedro Gómez de la Serna                      | 1840   | 1841  |
| Vicente González Arnao                       | 1840   | 1840  |
| Francisco de Paula Novar                     | 1837   | 1840  |
| Aniceto Moreno                               | 1834   | 1837  |
| Francisco de Paula Novar                     | 1832   | 1834  |
| Juan Miguel de Iriarte                       | 1830   | 1832  |
| José García Sánchez Abad                     | 1827   | 1830  |
| Pascual de la Puerta Martínez                | 1825   | 1827  |
| Francisco García Casarrubio                  | 1824   | 1825  |
| José Ropero Molina                           | 1823   | 1824  |
| Andrés Navarro                               | 1822   | 1823  |
| José Ropero Molina                           | 1820   | 1822  |